# 桑原英人
桑原 英人（くわはら ひでと、1979年8月15日 - ）は、日本の声優、俳優。プロダクション東京ドラマハウス所属。新潟県出身。血液型はA型。

## 出演

### テレビアニメ
- キノの旅 -the Beautiful World-（2003年、若い二人）
- KND ハチャメチャ大作戦（2004年）
- 獣神演武 -HERO TALES-（2007年、玄狼党員）

### ゲーム
- アニーのアトリエ 〜セラ島の錬金術士〜（ヤコブ、カナード・ディーゼル）
- リーナのアトリエ 〜シュトラールの錬金術士〜（ラトール・ボフマン）
- トトリのアトリエ 〜アーランドの錬金術士2〜（イクセル）

### ドラマCD
- MARS

### 吹き替え
- トリップ
- プレイボーイ・チャンネル

### ボイスオーバー
- ヒストリーチャンネル

### ナレーション
- 仮面ライダー剣
- いかレスラー
- 頭文字D
- パラダイスゴーゴー
- 嘉陽愛子fantasy、いえないコトバ、ring ring ring、traveller
- J:COMスペシャルデー
- a-motion05（告知）

### ラジオ
- ドラマハウスのパワフルラジオ

### VP
- 東芝家電メンテナンス

### TV
- 新説!?みのもんたの日本ミステリー！
- IQサプリ
- 三丁目のポスト
- お茶の間の真実
- 女神のアンテナ
- 激録・警察密着24時！！

### テレビドラマ
- 正直不動産 第6話（2022年5月10日、NHK）- 桐山の父 役

### 舞台
- 演劇制作休V-NETGK最強リーグ戦「純愛人魚」